# مقاطعة ستيفينز (أوكلاهوما)
مقاطعة ستيفينز (بالإنجليزية: Stephens County)‏ هي إحدى مقاطعات ولاية أوكلاهوما في الولايات المتحدة الأمريكية.